# مدرسة أوكلاند الثانوية

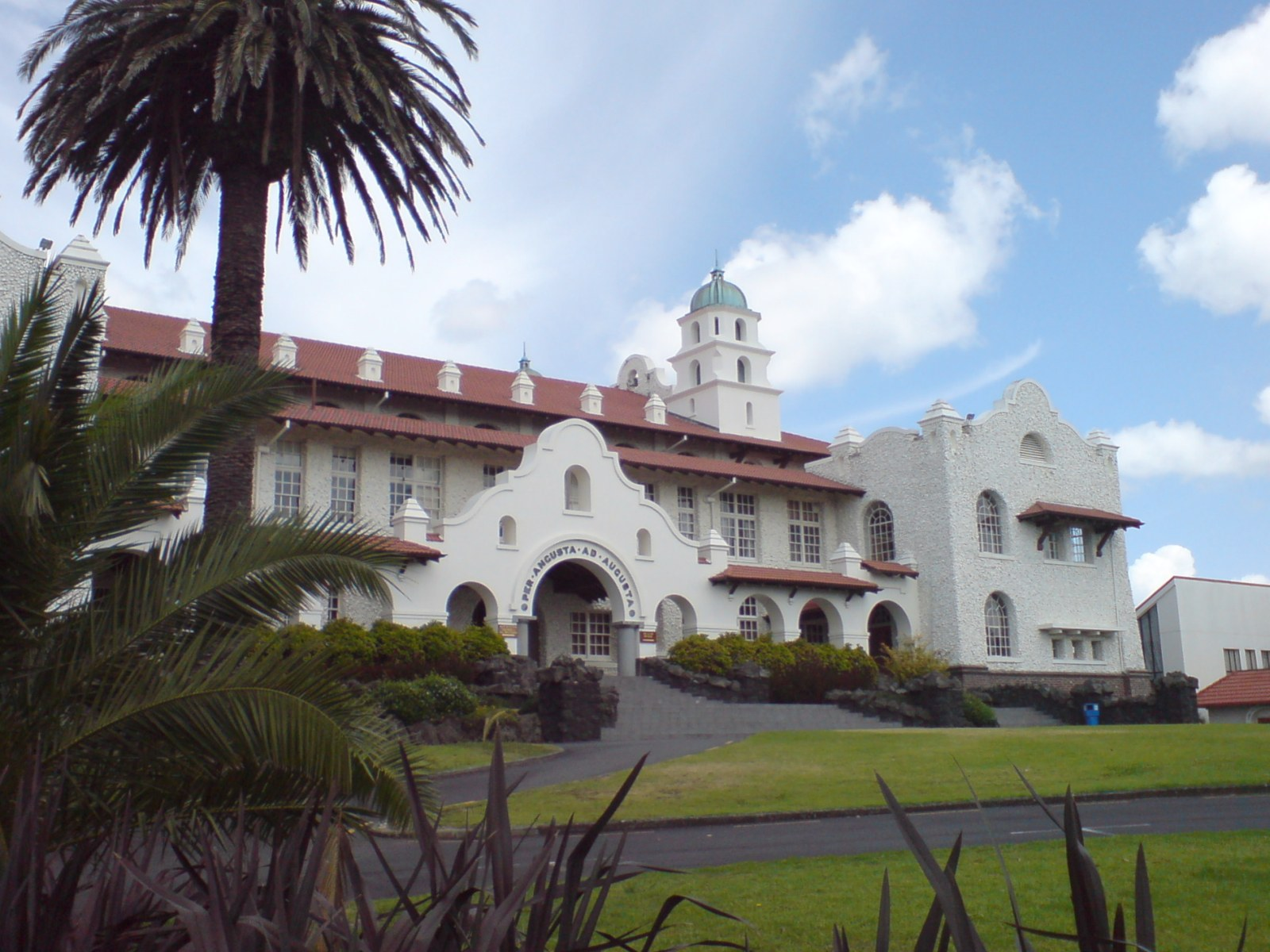
مدرسة أوكلاند الثانوية

مدرسة أوكلاند الثانوية للبنين، بنيت المدرسة عام 1868 م، تعد أحد أكبر المدارس الثانوية في أوكلاند في نيوزيلندا ، تبدأ المراحل التعليمية في المدرسة من الصف التاسع إلى الصف الثالث عشر (يوافق هذا الصف الثامن إلى الصف الثاني عشر في معظم دول العالم) ، يعيش عدد محدود من الطلاب في المبنى المجاور للمدرسة وهو أيضا فريد من نوعه.
يقطن معظم طلاب المدارس بقرب مدرستهم مما يمكن معظمهم الذهاب إلى المدرسة سيرا على الأقدام
تبدأ الدراسة من الصف الأول في عمر خمس سنوات إلى الصف الثالث عشر في سن الثامن عشر